# Телескоп (съзвездие)
Телескоп е южно съзвездие, въведено през 18 век от френския астроном Никола Луи дьо Лакай. Лакай очертал границите и дал имена на 14 южни съзвездия, сред които и Телескоп, докато бил на експедиция в Кейптаун за изучаване на южното небе. В атласа на Лакай, за прототип на рисунката на съзвездието в каталога на Лакай е използван Големия рефрактор на Парижката обсерватория.
Също като другите 13 от 14-те съзвездия, въведени от Лакай, Телескоп е кръстен на важен научен уред, което засвидетелствало за значимостта на достиженията на науката през последните 2 века. От 14-те съзвездия, само Маса (Mensa) не е кръстено на научен уред, а на планината Тейбъл до Кейптаун.
В границите на съзвездието Телескоп се намира сондата Вояджър 2 (макар и да не може да бъде наблюдавана с просто око).